# Do Somethin’
Do Somethin’ – trzeci singel amerykańskiej piosenkarki Britney Spears z jej piątego albumu Greatest Hits: My Prerogative.

## Teledysk
Reżyserem teledysku jest Billie Woodruff, który wyreżyserowanej dla Britney teledyski do utworów „Born to Make You Happy” oraz „Overprotected”. Teledysk ukazuje wokalistkę podróżującą autem w chmurach oraz śpiewającą w klubie.

## Pozycje singla
| Notowanie                           | Pozycja |
| ----------------------------------- | ------- |
| United World Chart                  | 13      |
| Argentyna Airplay Chart             | 5       |
| Australia ARIA Singles Chart        | 8       |
| Austria Singles Chart               | 21      |
| Belgia Singles Chart                | 9       |
| Brazylia Singles Chart              | 2       |
| Kanada Singles Chart                | 16      |
| Chile Airplay Chart                 | 16      |
| Dania Singles Chart                 | 4       |
| Niemcy Top 40                       | 6       |
| Europa Hot 100 Singles              | 19      |
| Francja Singles Chart               | 70      |
| Niemcy Singles Chart – Mediacontrol | 18      |
| Grecja Singles Chart                | 5       |
| Irlandia Singles Chart              | 4       |
| Izrael Singles Chart                | 1       |
| Ameryka Południowa Top 40           | 12      |
| Norwegia Singles Chart              | 12      |
| Szwecja Singles Chart               | 10      |
| Szwajcaria Singles Chart            | 11      |
| Wielka Brytania Singles Chart       | 6       |
| USA „Billboard” Hot 100             | 100     |
| USA „Billboard” Pop 100             | 63      |
| USA „Billboard” Hot Digital Songs   | 49      |

## Formaty i track listy singli
| Brytyjski CD Singel 1. „Do Somethin'” – 3:22 2. „Do Somethin'” [DJ Monk’s Radio Edit] – 4:12 Brytyjski Promocyjny Singel: Remixes-CD 1. „Do Somethin'” – 3:22 2. „Do Somethin'” [DJ Monk’s Radio Edit] – 4:12 3. „Do Somethin'” [Thick Vocal Mix] – 7:59 4. „Everytime” [Valentin Remix] – 3:25 Brytyjski Promocyjny Singel: Normal-CD 1. „Do Somethin'” – 3:22 | Brytyjski Singel: Maxi-CD 1. „Do Somethin'” – 3:22 2. Enhanced With „Do Somethin'” & „Chris Cox Megamix” Videos Europejski/Australijski CD Singel 1. „Do Somethin'” – 3:22 2. „Do Somethin'” [DJ Monk’s Radio Edit] – 4:12 3. „Do Somethin'” [Thick Vocal Mix] – 7:59 4. „Everytime” [Valentin Remix] – 3:25 |

## Oficjalne wersje i remiksy
| - Album Version – 3:22 - Instrumental – 3:22 - DJ Monk’s Radio Edit – 4:12 - DJ Monk’s Club Mix – ?:?? - Thick Vocal Mix – 7:59 |